# Madre (EP)
Madre es el cuarto extended play de la artista venezolana Arca. Fue lanzada el 22 de enero de 2021 a través de XL Recordings. Está compuesta por tres remezclas de Arca y una canción principal producida junto con Oliver Coates, la cual apareció en un episodio de la serie dramática de HBO, Euphoria.

## Composición
Arca dijo que escribió «Madre» hace años y que compuso «Madreviolo» tocando el violonchelo, instrumento que destruyó tras la grabación porque «tenía que ser algo único para la versión en la que elevé mi voz a los registros de castrati». Oliver Coates compuso el arreglo para la versión a capela sin procesar: «Con Oliver había una resonancia y una química muy loca; donde lo llevó se sintió como el lugar que soñé pero que no podría haber llegado sin él».

## Lista de canciones
Todas las canciones están escritas y producidas por Arca, excepto «Madre», que está coescrita por Arca y Oliver Coates.
| N.º   | Título                      | Duración |  |
| 1.    | «Madre» (con Oliver Coates) | 9:00     |  |
| 2.    | «Madreviolo»                | 7:09     |  |
| 3.    | «Madre A cappella»          | 8:53     |  |
| 4.    | «Violo»                     | 7:07     |  |
| 32:09 |                             |          |  |

## Créditos y personal
La lista está adaptada de Tidal.
- Arca – producción, mezcla
- Oliver Coates – arreglo (pista 1)
- Enyang Urbiks – ingeniería (pistas 1–2)
- Alex Epton – mezcla (pistas 1–2)
- Joe Lambert – ingeniería (pistas 3–4)